# Incantatrice (Marvel Comics)
L'Incantatrice (Enchantress), il cui vero nome è Amora, è un personaggio dei fumetti creato da Stan Lee (testi) e Jack Kirby (disegni) pubblicato dalla Marvel Comics. La sua prima apparizione avviene in Journey into Mystery (vol. 1) n. 103 (aprile 1964).
Tra i pochi personaggi asgardiani privi di un corrispettivo nella mitologia norrena, Amora l'Incantatrice è una strega asgardiana immensamente potente, nonché una dei principali e più pericolosi nemici di Thor, verso cui nutre un morboso interesse sentimentale.
La seconda Incantatrice è la giovane Sylvie Lushton, a cui Loki ha conferito grandi poteri mistici quando l'ha creata come strumento per il caos. Si modella sull'originale Incantatrice, Amora.

## Biografia del personaggio

### Amora
Sorella maggiore di Lorelei, Amora abbandona Asgard da ragazzina per diventare l'apprendista di Karnilla, che tuttavia la caccia a causa della sua scarsa disciplina spingendola ad approfondire autonomamente lo studio delle arti magiche seducendo altri stregoni ed estorcendo i loro segreti fino a divenire a sua volta una dei maghi più potenti di Asgard e a venire soprannominata "l'Incantatrice".
In seguito l'Incantatrice tenta di reclutare Brunnhilde, capo delle Valchirie, per i suoi piani di conquista ma essa rifiuta aspramente e viene pertanto sigillata in un cristallo magico dalla maga asgardiana che, da allora, ne assume occasionalmente identità e poteri.
Skurge l'Esecutore si innamora poi tanto perdutamente di lei da diventarne succube ed eseguire ogni suo ordine senza mai obiettare, nonostante essa dimostri di non ricambiare minimamente i suoi sentimenti.
Saputo dell'esilio sulla Terra di Thor, Amora vi si reca assieme all'Esecutore per sedurlo coi suoi poteri ed eliminare la rivale Jane Foster ma fallisce; successivamente i due si alleano con Loki e assaltano il Baxter Building venendo nuovamente fermati da Thor e Balder il Coraggioso.
Esiliati sulla Terra per decreto di Odino, l'Incantatrice e l'Esecutore si alleano con il Barone Heinrich Zemo entrando nella prima formazione dei suoi Signori del male e rimanendovi fino al loro scioglimento dovuto alla morte in battaglia dello stesso Zemo; dopodiché viene assoldata dal Dottor Destino in un'orda di supercriminali incaricati di impedire il matrimonio tra Mister Fantastic e la Donna Invisibile e fornisce ad Erik Josten il potere di manipolare la sua statura.
Dopo aver collaborato con il Mandarino per affrontare i Vendicatori e combattuto contro Hulk, l'Incantatrice e l'Esecutore vengono banditi da Odino in una terra desolata dove la tirannica regina Casiolena seduce il guerriero spingendolo a tradire Amora che, sentendosi umiliata, sviluppa un forte astio per tutto il genere maschile che la porta dapprima a donare i poteri della Valchiria alle umane Samantha Parrington e Barbara Norris per poi assumerli lei stessa e fondare le Liberatrici al solo scopo di "vendicarsi" degli uomini ma, in seguito, libera Skurge dall'influenza di Casiolena e torna a servirsi di lui per affrontare la Cosa; dopodiché aiuta Loki ad usurpare brevemente il trono di Asgard.
Dopo le guerre segrete dei supereroi, Amora inizia occasionalmente a stare dalla parte del bene e si alleano con gli asgardiani per scacciare le schiere del demone Surtur e successivamente si innamora di Heimdall spezzando così il cuore a Skurge che perde dunque la voglia di vivere e si sacrifica durante una spedizione nel regno di Hel guidata da Thor e Balder; saputa tale notizia, contrariamente alle aspettative di tutti, Amora risulta profondamente addolorata.
Nel periodo successivo la potente strega asgardiana continua le sue regolari attività schierandosi sia contro il regno che in sua difesa, inoltre la relazione tra lei e Heimdall si interrompe nel momento in cui essa rivela di non condividere il suo desiderio di convolare a nozze.
Quando Odino toglie nuovamente i poteri a Thor bandendolo sulla Terra, lui e Amora iniziano una relazione e combattono insieme contro Onslaught, evento a seguito del quale il "Dio del Tuono" rimane intrappolato per diverso tempo in un universo tascabile alternativo creato dal semi-onnipotente Franklin Richards e, una volta fatto ritorno al suo mondo originario interrompe ogni rapporto con l'Incantatrice sebbene, in seguito, ereditato il regno e l'immenso potere paterno, Thor si sposi con la potente maga in un matrimonio di convenienza ed abbia da lei un figlio, Magni, che, raggiunta l'età adulta, decide di sollevarsi contro la tirannia del padre dando luogo a una sanguinosa guerra al termine della quale, realizzando il suo errore, Thor resetta tali eventi con un viaggio temporale.
Durante il Ragnarǫk, Amora rimane uccisa nel momento in cui Loki fa crollare la montagna dei nani.
Ritornato in vita, Thor si prodiga a resuscitare tutti gli dei del pantheon, tra cui la stessa Incantatrice che, in seguito, viene avvicinata da Donald Blake il quale, furioso per aver scoperto che la sua esistenza è sempre stata una mera illusione, le chiede di trasformarlo a sua volta in una divinità. Il rito finisce tuttavia per uccidere Blake dando vita ad una mostruosa creatura con cui Amora tenta poi la conquista di Asgard venendo sconfitta da Thor, privata di tutti i suoi poteri ed esiliata in Norvegia, dove viene ritrovata da Lady Deathstrike e Typhoid Mary che la aiutano a recuperare i suoi poteri così da riportare in vita Selene e Madelyne Pryor per fondare un gruppo con cui affrontare gli X-Men venendo tuttavia sconfitte.
Tempo dopo, l'Incantatrice si unisce al gruppo di supercriminali guidato da Magneto per combattere Teschio Rosso/Onslaught subendo un temporaneo cambiamento di moralità a causa degli effetti di un incantesimo fallimentare di Scarlet.
L'Incantatrice ha avuto anche due figli con Bror, una guardia di palazzo di Asgard: Atli e Iric (morto per salvare la Strange Academy).

## Poteri e abilità
Amora possiede i poteri comuni a tutti gli asgardiani, quali forza, agilità, velocità, riflessi e resistenza sovrumani dovuti al fatto che pelle e ossa asgardiane siano all'incirca tre volte più dense di quelle di un comune essere umano. La sua longevità è inoltre quasi illimitata e, raggiunta la maturità, il suo invecchiamento si è praticamente cristallizzato, inoltre non può morire se non venendo uccisa.
L'Incantatrice possiede la capacità innata di manipolare l'energia magica dell'ambiente emettendola poi in forma di scarica offensiva o servendosene per teletrasportarsi, aprire varchi spazio-temporali, creare campi di forza, cambiare forma, generare illusioni, trasmutare la materia, guarire le proprie ferite e controllare le menti. Servendosi della sua magia, Amora ha incrementato in maniera soprannaturale la sua naturale bellezza ed il suo fascino, incantando le proprie labbra di modo che con un bacio possa schiavizzare praticamente qualsiasi uomo per circa una settimana, a meno che non rinnovi il trattamento.
Apparentemente il solo modo per impedirle di usare i suoi poteri è imbavagliarla e legarle i polsi.
Assieme a Karnilla e, in seguito, a Lorelei, l'Incantatrice è definita la strega più potente di Asgard.

## Altre versioni

### Rinascita degli Eroi
Nell'universo alternativo de La Rinascita degli Eroi, l'Incantatrice si dichiara la madre biologica di Scarlet al fine di sfruttarla per i suoi scopi.

### Marvel Zombi
Nella serie Marvel Zombi, l'Incantatrice è stata infettata dalla piaga zombie ma maschera le sue fattezze putrefatte grazie ai suoi poteri illusori. Inizialmente rinchiusa nel castello del Dottor Destino, una volta libera infetta Dazzler e viene successivamente uccisa dal sovrano di Latveria.

### Ultimate
Nell'universo Ultimate Amora è un'asgardiana alleata di Loki e capace di far fare a chiunque tutto ciò che desidera; grazie ai suoi poteri riesce a condizionare la Valchiria, Carol Danvers e Zarda facendo loro attaccare i Nuovi Ultimates che tuttavia riescono a liberarle dal suo incantesimo nel momento in cui Occhio di Falco la ferisce costringendola alla ritirata.

## Altri media

### Cinema
- Il personaggio appare nel film d'animazione Hulk Vs. Thor e Wolverine[51], dove è però accreditata solo come "Amora".
- Nel film animato Thor: Tales of Asgard l'Incantatrice ha un cameo come civettuola insegnante di magia del giovane Loki.
- Amora l'Incantatrice è uno dei personaggi che sarebbero dovuti comparire nel film del Marvel Cinematic Universe Thor: The Dark World (2013) ma che sono stati eliminati dalla sceneggiatura prima delle riprese.

### Televisione
- L'Incantatrice compare come antagonista nel segmento dedicato a Capitan America e in quello dedicato a Thor di The Marvel Super Heroes.
- Amora l'Incantatrice è presente in diversi episodi di Super Hero Squad Show.
- Amora l'Incantatrice è una nemica ricorrente nella serie animata del 2012 Avengers - I più potenti eroi della Terra, doppiata in originale da Kari Wahlgren[52]. Lavora a fianco dell'Esecutore e al barone Henrich Zemo per creare i Signori del Male e si oppone agli Avangers sotto la guida di Loki. Sparita a seguito del tradimento di Zemo e di uno scontro con Wonder Man per il possesso delle Pietre delle Norne, l'Incantrice riappare negli ultimi episodi della seconda stagione sotto il controllo di Surtur.
- Il personaggio appare come antagonista nella stagione di Avangers Assemble sottotitolata Secret Wars, con la voce di Fryda Wolff[53].
- L'Incantatrice è presente nell'anime Future Avengers come membro dei Signori del Male, doppiata in giapponese da Ayumi Yonemaru e in inglese da Kari Wahlgren[54].
- Nella serie televisiva Loki viene introdotto il personaggio di Sylvie, una variante di Loki, che presenta alcune caratteristiche dell'Incantatrice (tra cui il nome e la capacità di "incantare" le persone).

### Videogiochi
- L'Incantatrice è una sottoposta del Dottor Destino in Marvel: La Grande Alleanza.
- Il personaggio è un avversario nel MMOG Marvel Super Hero Squad Online.
- Amora è un boss ed un personaggio sbloccabile in Marvel: Avengers Alliance.
- Nel videogioco Avengers Academy compare una versione adolescenziale del personaggio.
- Il personaggio compare come avversario in LEGO Marvel's Avengers.
- L'incantatrice è un personaggio giocabile nel videogioco Marvel Future Fight.
- L'incantatrice è un personaggio giocabile in LEGO Marvel Super Heroes 2.